# District de Bugesera
Le district de Bugesera est l'un des sept districts de la province de l'Est du Rwanda. 
Il s'étend des limites sud de la province de Kigali aux frontières nord du Burundi, autour de la ville de Nyamata. Les districts limitrophes sont : au nord le district de Kicukiro, à l'est le district de Rwamagana et le district de Ngoma, à l'ouest le district de Kamonyi, le district de Ruhango et le district de Nyanza. 
Il se compose de quinze secteurs (imirenge) : Gashora, Juru, Kamabuye, Ntarama, Mareba, Mayange, Musenyi, Mwogo, Ngeruka, Nyamata, Nyarugenge, Rilima, Ruhuha, Rweru et Shyara.
Sa superficie est 1 337 km² avec la population totale de 551 103 habitants selon le recensement de la population de 2022.

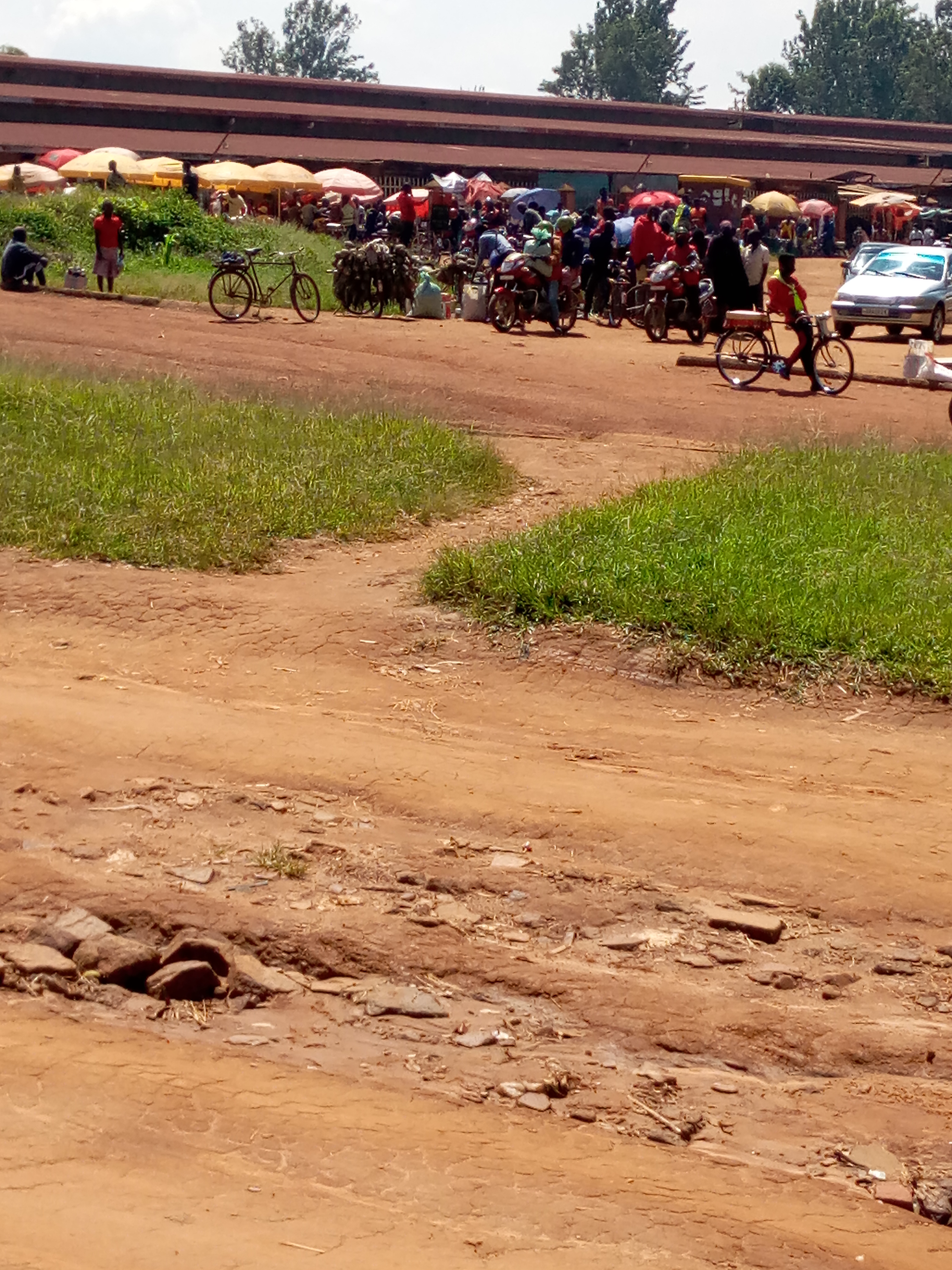
Marché à Nyamata.

Son chef-lieu est Nyamata.

## Histoire récente
En 1963, la région du Bugesera, insalubre en raison de la présence de nombreux marais, fut le lieu de déportation de Tutsi du nord, rescapés des massacres ethniques qui avaient déferlé en vagues successives sur le pays depuis 1959.
En 1992, la région a été le théâtre de ce qui allait être considéré a posteriori comme une répétition générale du génocide de 1994 : de fausses informations diffusées sur les antennes publiques de Radio Rwanda provoquèrent des massacres massifs de Tutsi : les massacres du Bugesera.
C'est à Nyamata, au Bugesera, que Jean Hatzfeld a recueilli les témoignages des victimes et perpétrateurs du génocide qu'il a restitué dans ses livres Dans le nu de la vie (2000), Une saison de machettes (2003) et La Stratégie des antilopes (2007).